# Полтергейст (фільм, 1982)
Полтергейст (англ. Poltergeist) — фільм жахів 1982 року режисера Тоуба Гувера. Сценарій до фільму був написаний Стівеном Спілбергом, який не став його режисером через умову контракту, що забороняла йому режисувати інші фільмів під час роботи над фільмом «Іншопланетянин». На роль режисера було обрано Тоуба Гувера, завдяки його роботі над фільмом «Техаська різанина бензопилою».
Подія фільму розгортається у передмісті Каліфорнії навколо сім'ї Фрилінгів, чий будинок зазнає вторгнення привидів, які викрадають молодшу дочку подружжя.
Фільм, випущений в прокат компанією Metro-Goldwyn-Mayer 4 червня 1982 року, мав успіх серед глядачів та критиків. Фінансовий успіх фільму став запорукою його продовження. Як наслідок було знято два сіквели «Полтергейст 2: По той бік» та «Полтергейст 3», а також одноіменний рімейк 2015 року.

## Сюжет
Молода родина виявляє, що в їхньому будинку водяться примари. Спочатку примари здаються дружніми, що просто рухають об'єкти, але поступово дії жителів потойбічного світу стають все більш жорсткими. Вони починають тероризувати родину, а потім викрадають молодшу дочку…

## У ролях
- Крейг Т. Нельсон — Стів Фрилінг
- Джобет Вільямс — Дайна Фрилінг
- Беатріс Стрейт — доктор Леш
- Домінік Данн — Дана Фрилінг
- Олівер Робінс — Роббі Фрилінг
- Хізер О'Рурк — Керол Енн Фрилінг
- Майкл Макманус — Бен Тазил
- Вірджинія Кайсер — місіс Тазил
- Мартін Каселла — доктор Марті Кейси
- Річард Лоусон — Раян
- Зельда Рубінштейн — Танджина Берронс
- Лу Перрі — Пагслі
- Джеймс Карен — містер Тіг
- Дірк Блокер — Дефф Шоу
- Аллан Граф — сусід Сем

## Дубляж українською мовою
Переклад до фільму виконано й озвучено студією «ТакТребаПродакшн» на замовлення телеканалу — ICTV.

## Цікаві факти
Завдяки ряду трагічних подій та пов'язаних із ними смертей, фільм отримав репутацію проклятого. П'ять членів акторського складу померли під час зйомок франшизи. Домінік Данн, Хізер О'Рурк, Лу Перрі, Джуліан Бек, Віл Сампсон.